# Yukarıhabib, Birecik
Yukarıhabib là một xã thuộc huyện Birecik, tỉnh Şanlıurfa, Thổ Nhĩ Kỳ. Dân số thời điểm năm 2011 là 307 người.